# Sivutka skalní
Sivutka skalní (Aethionema saxatile) je nevysoká rostlina, která roste na kamenitých svazích v kolinním a ojediněle i v submontánním vegetačním stupni. Tato bylina je druh z rodu sivutka a ve volné přírodě České republiky se nevyskytuje, pouze je občas zahrádkáři pěstována jako vytrvalá skalnička bohatě kvetoucí růžově fialovými květy.

## Distribuce
Roste ve skalních společenstvech rostlin hlavně v jižní Evropě (od Španělska až po Bulharsko včetně středomořských ostrovů) a ve střední Evropě v oblasti Alp a Karpat. Mimo to řídce zasahuje i do západní Asie (Turecko) a severozápadní Afriky (Maroko).
Severní hranice rozšíření probíhá jihozápadem Slovenska, kde vyrůstá jen na několika drobných lokalitách v oblasti Strážovských vrchů. Na Slovensku je ((slovensky) sivuľka skalná) považována za ohrožený druh a je chráněna.

## Ekologie
Světlomilná rostlina, které nevadí kontinentální podnebí s velkými výkyvy teploty. Roste obvykle v pahorkatinách na suťovitých výslunných svazích, ve štěrbinách skal a na kamenitých stráních v mělké půdě s vápencovitým nebo dolomitickým podložím. Vyskytuje se do nadmořské výšky nepřesahující 1000 m n. m.

## Popis
Sivutka skalní je dvouletá nebo vytrvalá rostlina s dřevnatým kořenem, z kterého vyrůstá jedna nebo větší počet 5 až 20 cm dlouhých lodyh. Jednoduchá nebo rozvětvená lodyha je porostlá ve spodní části hustě sblíženými, téměř protistojnými listy, ve střední a horní části bývají listy rozmístěny pravidelně střídavě. Jsou holé, slabě kožovité, šedozelené, mají kratičké řapíky a bývají dlouhé 5 až 15 a široké 1,5 až 4 mm. Jejich celokrajné čepele jsou elipsovité až obvejčité a mívají tupé nebo ostré vrcholy.
Hroznovité květenství, které je v době kvetení husté a při dozrávání plodů se prodlužuje, je sestaveno z oboupohlavných květů na stopkách. Čtyři široce obvejčité, vzpřímené kališní lístky, velké 1,3 × 0,8 mm, jsou zelené s úzkým obvodovým blanitým lemem, vnitřní lístky jsou dole vyduté. Čtyři obvejčité růžové až fialové (vzácně i bílé nebo nažloutlé) korunní lístky se zaobleným vrcholem jsou velké 2,5 × 1 mm. Šest tyčinek nese žluté prašníky, elipsoidní semeník má jednu čnělku s bliznou, v květu jsou čtyři drobná nektaria. Kvete obvykle od dubna do června.
Po opylení hmyzem se vyvine plodenství tvořené téměř okrouhlými, zploštělými dvou nebo řidčeji jednopouzdrými šešulkami velkými okolo 3,5 až 5,5 mm. Šešulka je pukavá, na vrchole zaokrouhlená, má široké křídlaté chlopně a kratičkou čnělku. Obsahuje až šest kulovitých semen o průměru asi 1,4 mm. Do jiných míst se druh rozšiřuje semeny nejčastěji odnášenými větrem.

## Využití
V nevelké míře je sivutka skalní vysazována jako ozdobná květina do menších skalek, kde se její růžová květenství dobře vyjímají mezi kameny. Na údržbu není náročná, požaduje pouze plné světlo a běžnou zahradní propustnou půdu, která zajišťuje dobré odvodnění přes zimní období klidu.

## Taxonomie
Sivutka skalní je morfologicky variabilní druh, který bývá rozčlenňován do několika poddruhů, jejichž správný počet ještě není ujednocen. Zde je jedna z uznávaných variant:
- Aethionema saxatile (L.) R. Br. subsp. saxatile
- Aethionema saxatile (L.) R. Br. subsp. athoum (Griseb.) Hayek
- Aethionema saxatile (L.) R. Br. subsp. creticum I. A. Andersson & al.
- Aethionema saxatile (L.) R. Br. subsp. graecum (Boiss. & Spruner) Hayek
- Aethionema saxatile (L.) R. Br. subsp. ovalifolium (DC.) Nyman
- Aethionema saxatile (L.) R. Br. subsp. scopulorum I. A. Andersson & al.